# هونيا إبراهيم
هونيا إبراهيم أو هونيا قرمان سباحة عراقية مغتربة في هولندا من مواليد 20 كانون الأول 2001، شاركت في سباق 200 متر سباحة صدر للنساء في بطولة العالم للرياضات المائية لعام 2017.
كما فازت بالوسام الذهبي في سباق 200 متر سباحة الصدر ضمن فعاليات الملتقي الدولي للسباحة الذي أقيم في بانكوك في نيسان 2018.